# Episodi di Crazyhead
La prima stagione della serie televisiva Crazyhead, formata da 6 episodi, è stata trasmessa in prima visione nel Regno Unito su E4 dal 19 ottobre al 23 novembre 2016.
In Italia la stagione è stata interamente pubblicata il 16 dicembre 2016 sulla piattaforma di video on demand Netflix.
| nº | Titolo originale       | Titolo italiano | Prima TV Regno Unito | Pubblicazione Italia |
| -- | ---------------------- | --------------- | -------------------- | -------------------- |
| 1  | A Very Trippy Horse    | Episodio 1      | 19 ottobre 2016      | 16 dicembre 2016     |
| 2  | A Pine Fresh Scent     | Episodio 2      | 26 ottobre 2016      | 16 dicembre 2016     |
| 3  | Shave the Cat          | Episodio 3      | 2 novembre 2016      | 16 dicembre 2016     |
| 4  | Penguin or Cow?        | Episodio 4      | 9 novembre 2016      | 16 dicembre 2016     |
| 5  | Downward Facing Dog    | Episodio 5      | 16 novembre 2016     | 16 dicembre 2016     |
| 6  | Beaver With a Chainsaw | Episodio 6      | 23 novembre 2016     | 16 dicembre 2016     |